# Ezochiite
L'ezochiite (simbolo IMA: Ezo) è un minerale molto raro del supergruppo dello spinello e in particolare dei tiospinelli, nella cui famiglia occupa un posto nel sottogruppo della carrollite; appartiene alla classe minerale dei "solfuri e solfosali" con la composizione chimica Cu1+(Rh3+Pt4+)S4.

## Etimologia e storia
L'ezochiite è stata trovata per la prima volta lungo la costa della città di Tomamae, (44.28583°N 141.64944°E) nella prefettura di Hokkaidō (Giappone), cosa che rende il sito la sua località tipo.
È l'analogo del rodio della malanite e l'analogo del palladio della shiranuiite.
Il suo campione tipo è depositato presso le collezioni del "National Museum of Nature and Science" di Tsukuba (Giappone) con il numero di catalogo NSM-M49764.

## Classificazione
Essendo un minerale riconosciuto e approvato dall'Associazione Mineralogica Internazionale (IMA) nel 2022, l'ezochiite non compare nella Classificazione Nickel-Strunz (aggiornata dall'IMA fino al 2009), né nella Sistematica dei lapis (Lapis-Systematik) di Stefan Weiß (aggiornata fino al 2018), né tantomeno nella classificazione dei minerali secondo Dana, molto usata nel mondo anglosassone.
Nell'edizione successiva alla Classificazione Nickel-Strunz, proseguita dal database "mindat.org" e chiamata Classificazione Strunz-mindat, l'ezochiite è elencata nella classe "2. Solfuri e solfosali (solfuri, seleniuri, tellururi; arseniuri, antimoniuri, bismuturi; solfoarseniuri, solfoantimonuri, solfobismuturi, ecc.)" e nella sottoclasse "2.D Solfuri metallici, M:S = 3:4 e 2:3"; questa viene ulteriormente suddivisa in base al rapporto tra metallo (M) e zolfo (S) in modo che l'ezochiite possa essere trovata nella sezione "2.DA M:S = 3:4" dove insieme a ferrodimolybdenite, zaykovite, grimmite e zolenskyite forma il sistema 2.DA.

## Abito cristallino
L'ezochiite cristallizza nel sistema cubico nel gruppo spaziale Fd3m (gruppo nº 227) con la costante di reticolo a = 9,865(4) Å.

## Chimica
Dai campioni studiati la composizione empirica dell'ezochiite, basata su 7 apfu (atomi per unità di formula) è data da:
{\displaystyle {\ce {(Cu^{+}_{0,85}Fe^{3+}_{0,15})_{\Sigma =1,00}(Rh^{3+}_{1,09}Pt^{4+}_{0,78}Ir^{3+}_{0,08}Pt^{2+}_{0,05})_{\Sigma =2,00}S_{4,00}}}}
Il minerale è composto in percentuale di peso dal 26,19% da zolfo, 12,97% da rame, 21,01% da rodio e 39,83% da platino.

## Origine e giacitura
L'ezochiite è un minerale molto raro e sono in corso ancora diversi studi su di esso. Oltre alla sua località tipo, la città di Tomamae (prefettura di Hokkaidō, Giappone), è stata trovata solo anche nel massiccio alcalino-ultrabasico di Kondër nel territorio di Chabarovsk (Russia).

## Forma in cui si presenta in natura
L'ezochiite è stata trovata in sacche di fusione intrappolate in grani di isoferroplatino, che si presentano sotto forma di grani anedrali di lunghezza inferiore a 5 µm. L'ezochiite è associata a minerali solfuri come braggite, cooperite, torryweiserite e calcopirite.